# 찰스 사이버트

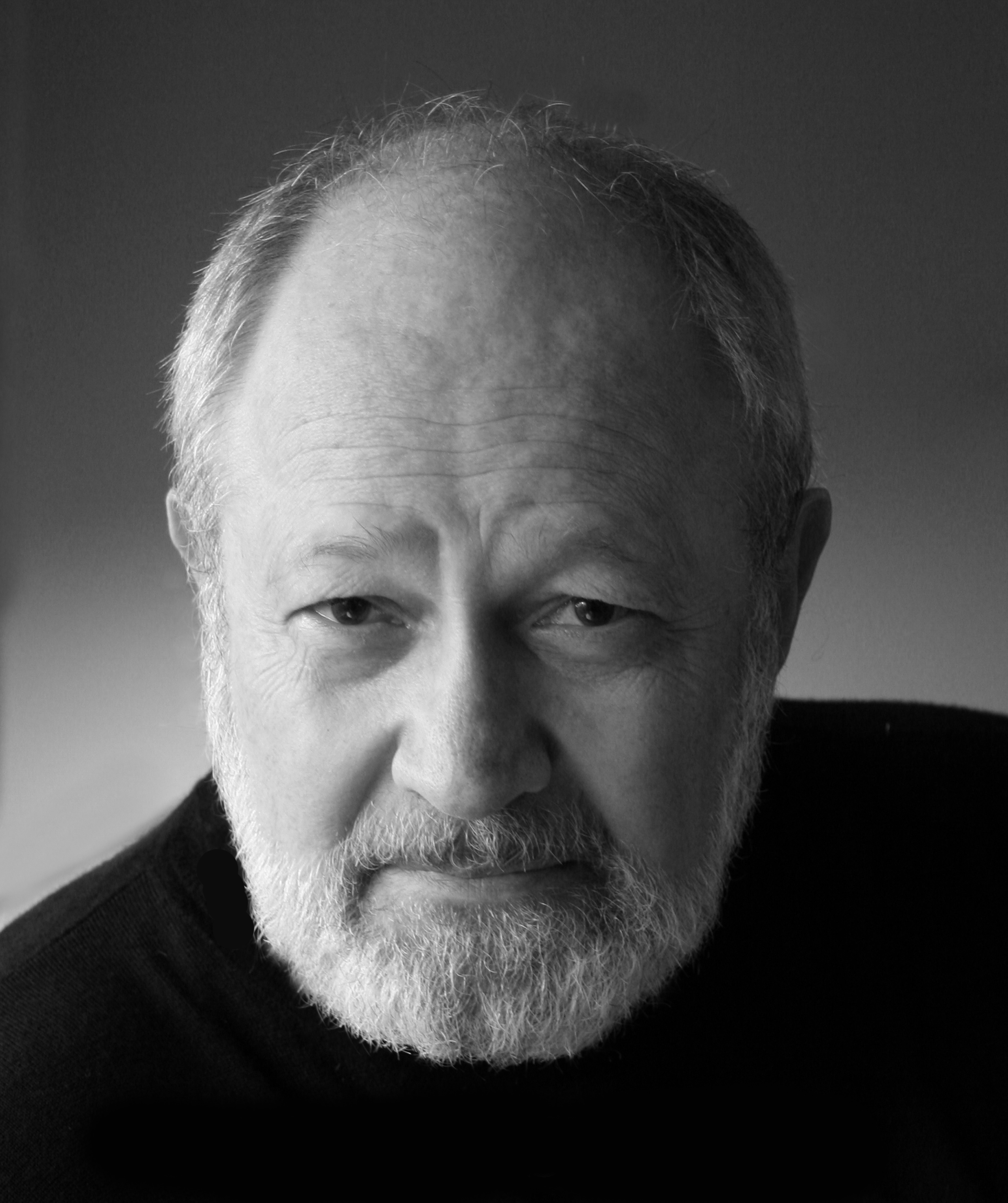

찰스 시버트(Charles Siebert, 1938년 3월 9일 ~ )는 미국의 연극 배우, 텔레비전 배우이다.
커노샤에서 태어났다.

## 출연 작품
- 모탈 컴뱃 - 시리즈 (1998년)
- 패시픽 블루 (1996년)
- 제로드 (1996년)
- 스콜피온 퀸 (1995년)
- 불륜의 카프리스 (1992년)
- 테리와 제이 (1991년) - 피터 역
- 산악 캠프 (1987, White Water Summer)
- 호텔 - 시리즈 (1983년)
- 꿈꾸는 야생마 (1981년)
- 눈물겨운 기적 (1979년)
- 용감한 변호사 (1979년)
- 죽음의 가스 (1978년)
- 테일 거너 조 (1977년)
- 사랑의 유람선 (1977년)
- 두 얼굴의 사나이 (1977년)
- 명탐정 바나비 존즈 (1973년)
- 올 인 더 패밀리 (1968년) - D.A. 역
- 애즈 더 월드 턴즈 (1956년)